# Rue Pythéas
La rue Pythéas est une voie marseillaise.

## Situation et accès
Cette rue en ligne droite est située dans le centre-ville de Marseille, dans le quartier de l’Opéra dans le 1er arrondissement de Marseille. Elle démarre place du Général-de-Gaulle en prolongement de l’axe de la rue Vacon à partir de la rue Paradis, croise la rue Beauvau et se termine sur le Vieux-Port, à l’intersection avec le quai des Belges et la rue Glandevès.

## Origine du nom
La rue doit son nom à Pythéas le Massaliote, astronome, navigateur et explorateur grec ayant vécu au IVe siècle av. J.-C. et laissé une trace dans l’Histoire.

## Historique
Anciennement « rue de Ségur », la rue est classée dans la voirie de Marseille le 28 avril 1855. Elle prend sa dénomination actuelle par délibération du conseil municipal en date du 23 octobre 1912.

## Bâtiments remarquables et lieux de mémoire
S’y trouvent de nombreux petits commerces, hôtels et restaurants.